# روذرفورد جورج مونتجومري
روذرفورد جورج مونتجومري (بالإنجليزية: Rutherford George Montgomery)‏ هو كاتب للأطفال وكاتب أمريكي، ولد في 12 أبريل 1894، وتوفي في 3 يوليو 1985.